# 奧伊斯貝格山
47°50′56″N 14°50′42″E / 47.8489°N 14.844975°E

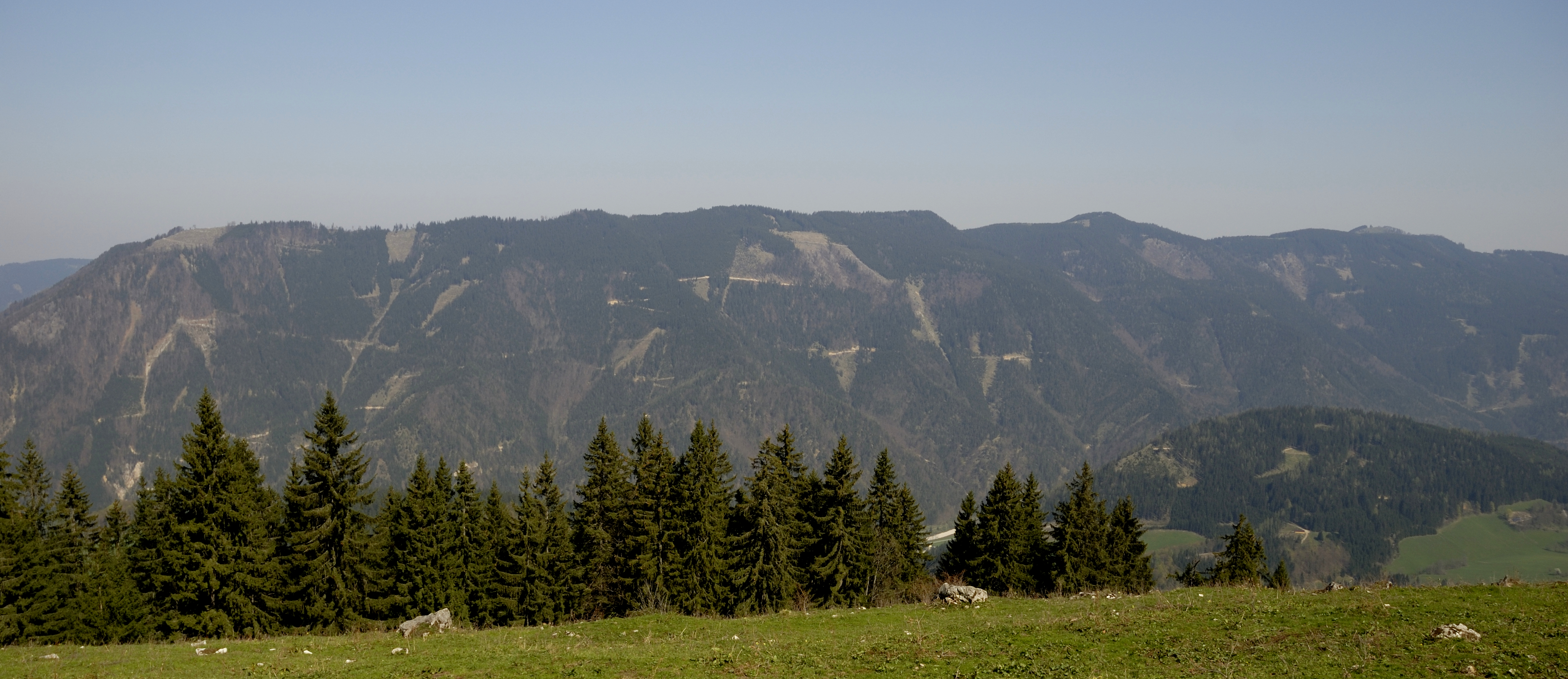

奧伊斯貝格山（德語：Oisberg），是奧地利的山峰，位於該國東北部，由下奧地利州負責管轄，屬於伊布斯阿爾卑斯山脈的一部分，距離柯尼希貝格山5.9公里，海拔高度1,405米。